# Championnats d'Amérique centrale et des Caraïbes d'athlétisme 1973
Les 4es Championnats d'Amérique centrale et des Caraïbes d'athlétisme ont eu lieu à Maracaibo, au Venezuela en 1973.

## Résultats

### Hommes
| Épreuve | Or                                                                | Or                 | Argent                                                               | Argent          | Bronze                        | Bronze          |
| --- | ----------------------------------------------------------------- | ------------------ | -------------------------------------------------------------------- | --------------- | ----------------------------- | --------------- |
| 100 m | Don Quarrie Jamaïque                                              | 10 s 2 CR          | José Triana Cuba                                                     | 10 s 2          | Carl Lawson Jamaïque          | 10 s 2          |
| 200 m | Don Quarrie Jamaïque                                              | 20 s 1 (w)         | Silvio Leonard Cuba                                                  | 20 s 3 (w)      | Pablo Bandomo Cuba            | 20 s 4 (w)      |
| 400 m | Alberto Juantorena Cuba                                           | 46 s 4 CR          | Pedro Ferrer Porto Rico                                              | 46 s 6          | Víctor Patínez Venezuela      | 47 s 2          |
| 800 m | Leandro Civil Cuba                                                | 1 min 49 s 8       | Luis Medina Cuba                                                     | 1 min 49 s 8    | Leotulfo Jiménez Venezuela    | 1 min 50 s 7    |
| 1 500 m | Antonio Colón Porto Rico                                          | 3 min 45 s 9 CR    | Jesús Barrero Colombie                                               | 3 min 47 s 2    | Carlos Báez Porto Rico        | 3 min 47 s 6    |
| 5 000 m | Víctor Mora Colombie                                              | 14 min 04 s 2 CR   | Mario Pérez Saldivar Mexique                                         | 14 min 06 s 8   | Rafael Palomares Mexique      | 14 min 19 s 6   |
| 10 000 m | Víctor Mora Colombie                                              | 29 min 56 s 4 CR   | Pedro Miranda Mexique                                                | 29 min 56 s 6   | Luis Haro Mexique             | 29 min 58 s 2   |
| Semi-marathon | Mario Cuevas Mexique                                              | 1 h 05 min 07 s CR | Martín Pabón Colombie                                                | 1 h 05 min 56 s | Santiago Barón Colombie       | 1 h 06 min 10 s |
| 3000 m steeple | Antonio Villanueva Mexique                                        | 8 min 49 s 4 CR    | Rigoberto Mendoza Cuba                                               | 8 min 52 s 6    | Víctor Mora Colombie          | 8 min 58 s 2    |
| 110 m haies | Juan Morales Cuba                                                 | 13 s 7 (w)         | Guillermo Núñez Cuba                                                 | 13 s 8 (w)      | Enrique Rendón Venezuela      | 14 s 4 (w)      |
| 400 m haies | Julio Ferrer Porto Rico                                           | 51 s 9 CR          | Fabio Zúñiga Colombie                                                | 52 s 0          | Juan García Cuba              | 53 s 1          |
| Saut en hauteur | Richard Spencer Cuba                                              | 2,06 m CR          | Amado Olaguiber Cuba                                                 | 2,03 m          | Pedro Yequez Venezuela        | 2,03 m          |
| Saut à la perche | Jorge Palacios Cuba                                               | 4,85 m CR          | Roberto Moré Cuba                                                    | 4,85 m          | Ciro Valdés Colombie          | 4,60 m          |
| Saut en longueur | Milán Matos Cuba                                                  | 7,68 m CR          | Efraín Malberty Cuba                                                 | 7,34 m          | Wilfredo Maisonave Porto Rico | 7,28 m          |
| Triple saut | Juvenal Pérez Cuba                                                | 15,79 m            | Gerry Swan Bermudes                                                  | 15,57 m         | Edgar Moreno Venezuela        | 15,56 m         |
| Lancer du poids | José Carreño Venezuela                                            | 15,94 m            | Benigno Hodelín Cuba                                                 | 15,78 m         | Silván Hemming Cuba           | 15,72 m         |
| Lancer du disque | Julián Morrison Cuba                                              | 57,58 m CR         | Javier Moreno Cuba                                                   | 53,86 m         | Ignacio Reinosa Porto Rico    | 49,12 m         |
| Lancer du marteau | Víctor Suárez Cuba                                                | 62,50 m            | William Silén Porto Rico                                             | 59,08 m         | Pedro Garbey Cuba             | 59,08 m         |
| Lancer du javelot | Raúl Fernández Cuba                                               | 74,90 m            | Amado Morales Porto Rico                                             | 70,94 m         | Héctor Vinent Cuba            | 70,24 m         |
| Décathlon | Jesús Mirabal Cuba                                                | 7315 pts CR        | Rigoberto Salazar Cuba                                               | 7035 pts        | Celso Aragón Colombie         | 6841 pts        |
| 4 × 100 m | Jamaïque                                                          | 39 s 9             | Cuba                                                                 | 40 s 2          | Trinité-et-Tobago             | 41 s 1          |
| 4 × 400 m | Trevor Campbell Richard Hardware Seymour Newman Kim Rowe Jamaïque | 3 min 09 s 4       | Eddy Gutiérrez Antonio Álvarez Leandro Civil Alberto Juantorena Cuba | 3 min 10 s 1    | Venezuela                     | 3 min 10 s 4    |
| Records et Performances - AR : Record continental (area record) - CR : Record des championnats (championship record) - MR : Record du meeting (meet record) - NR : Record national (national record) - OR : Record olympique (olympic record) - PR : Record paralympique (paralympic record) - PB : Record personnel (personal best) - SB : Meilleure performance personnelle de la saison (season's best) - WL : Meilleure performance mondiale de l'année (world leader) - WJR : Record du monde junior (world junior record) - WR : Record du monde (world record) Circonstances et Conditions - DNF : N'a pas terminé (did not finish) - DNS : N'a pas pris le départ (did not start) - DQ : Disqualification (disqualification) - NM : Aucun essai valable enregistré (No Mark) - Q : Qualifié « directement » au prochain tour (ou à la prochaine compétition), lors d'une compétition majeure, grâce au classement ou à la réalisation des minima (automatic qualifier) - q : Qualifié au prochain tour (ou à la prochaine compétition), lors d'une compétition majeure, grâce au repêchage ou à la réalisation de l'une des meilleures performances parmi celles des « non qualifiés directement » (grâce au meilleur temps ou à la meilleure distance par exemple) (secondary qualifier) |                                                                   |                    |                                                                      |                 |                               |                 |

### Femmes
| Épreuve | Or                        | Or              | Argent                                    | Argent       | Bronze                         | Bronze       |
| --- | ------------------------- | --------------- | ----------------------------------------- | ------------ | ------------------------------ | ------------ |
| 100 m | Silvia Chivás Cuba        | 11 s 4 CR       | Carmen Valdés Cuba                        | 11 s 6       | Laura Pierre Trinité-et-Tobago | 11 s 9       |
| 200 m | Silvia Chivás Cuba        | 23 s 5 (w)      | Asunción Acosta Cuba                      | 23 s 9 (w)   | Ruth Williams Jamaïque         | 23 s 9 (w)   |
| 400 m | Aurelia Pentón Cuba       | 53 s 5 CR       | Asunción Acosta Cuba                      | 53 s 7       | Lorna Forde Barbade            | 54 s 9       |
| 800 m | Charlotte Bradley Mexique | 2 min 05 s 8 CR | Zeneida de la Cruz République dominicaine | 2 min 06 s 9 | Enriqueta Nava Mexique         | 2 min 07 s 7 |
| 1 500 m | Enriqueta Nava Mexique    | 4 min 26 s 3 CR | Charlotte Bradley Mexique                 | 4 min 35 s 1 | Melquises Fonseca Cuba         | 4 min 37 s 3 |
| 100 m haies | Marlene Elejalde Cuba     | 13 s 9          | Andrea Bruce Jamaïque                     | 14 s 4       | Mercedes Román Mexique         | 14 s 4       |
| 200 m haies | Marlene Elejalde Cuba     | 28 s 0 (w)      | Raquel Martínez Cuba                      | 29 s 1 (w)   | Alix Castillo Venezuela        | 30 s 7 (w)   |
| Saut en hauteur | Andrea Bruce Jamaïque     | 1,71 m          | Marima Rodríguez Cuba                     | 1,69 m       | Angela Carbonell Cuba          | 1,67 m       |
| Saut en longueur | Marcia Garbey Cuba        | 6,04 m          | Ana Alexander Cuba                        | 6,02 m       | Ana Maquilón Colombie          | 5,46 m       |
| Lancer du poids | Hilda Ramírez Cuba        | 14,28 m CR      | Celeste Kindelán Cuba                     | 14,02 m      | Hilda Ramírez Venezuela        | 12,88 m      |
| Lancer du disque | Carmen Romero Cuba        | 52,46 m         | María Betancourt Cuba                     | 47,92 m      | Patricia Andrus Venezuela      | 39,88 m      |
| Lancer du javelot | Tomasa Núñez Cuba         | 51,62 m         | Milagros Bayard Cuba                      | 47,04 m      | Gladys González Venezuela      | 45,52 m      |
| Pentathlon | Lucía Duquet Cuba         | 3807 pts        | Mercedes Román Mexique                    | 3729 pts     | Angela Carbonell Cuba          | 3629 pts     |
| 4 × 100 m | Cuba                      | 45 s 9          | Jamaïque                                  | 48 s 4       | Antilles néerlandaises         | 48 s 6       |
| 4 × 400 m | Cuba                      | 3 min 42 s 1    | Barbade                                   | 3 min 51 s 0 | Mexique                        | 3 min 56 s 9 |
| Records et Performances - AR : Record continental (area record) - CR : Record des championnats (championship record) - MR : Record du meeting (meet record) - NR : Record national (national record) - OR : Record olympique (olympic record) - PR : Record paralympique (paralympic record) - PB : Record personnel (personal best) - SB : Meilleure performance personnelle de la saison (season's best) - WL : Meilleure performance mondiale de l'année (world leader) - WJR : Record du monde junior (world junior record) - WR : Record du monde (world record) Circonstances et Conditions - DNF : N'a pas terminé (did not finish) - DNS : N'a pas pris le départ (did not start) - DQ : Disqualification (disqualification) - NM : Aucun essai valable enregistré (No Mark) - Q : Qualifié « directement » au prochain tour (ou à la prochaine compétition), lors d'une compétition majeure, grâce au classement ou à la réalisation des minima (automatic qualifier) - q : Qualifié au prochain tour (ou à la prochaine compétition), lors d'une compétition majeure, grâce au repêchage ou à la réalisation de l'une des meilleures performances parmi celles des « non qualifiés directement » (grâce au meilleur temps ou à la meilleure distance par exemple) (secondary qualifier) |                           |                 |                                           |              |                                |              |

## Tableau des médailles
| Rang | Nation                 | Or | Argent | Bronze | Total |
| ---- | ---------------------- | -- | ------ | ------ | ----- |
| 1    | Cuba                   | 23 | 22     | 8      | 53    |
| 2    | Jamaïque               | 5  | 2      | 2      | 9     |
| 3    | Mexique                | 4  | 4      | 5      | 13    |
| 4    | Colombie               | 2  | 3      | 5      | 10    |
| 5    | Porto Rico             | 2  | 3      | 3      | 8     |
| 6    | Venezuela              | 1  | 0      | 10     | 11    |
| 7    | Barbade                | 0  | 1      | 1      | 2     |
| 8    | République dominicaine | 0  | 1      | 0      | 1     |
| 8    | Bermudes               | 0  | 1      | 0      | 1     |
| 10   | Trinité-et-Tobago      | 0  | 0      | 2      | 2     |
| 11   | Antilles néerlandaises | 0  | 0      | 1      | 1     |